# Kalophrynus menglienicus
Kalophrynus menglienicus es una especie  de anfibios de la familia Microhylidae.

## Distribución geográfica
Se encuentra en  China y, posiblemente, en Birmania.